# Jennifer Toth
Pour les articles homonymes, voir Toth.
Jennifer Ninel Toth, née le 15 août 1967 à Londres et morte 12 avril 2025 à Silver Spring (Maryland), est une journaliste et écrivaine américaine.

## Biographie
Jennifer Ninel Toth naît le 15 août 1967 à Londres. Son père, Robert, est correspondant pour le Los Angeles Times ; sa mère, Paula Goldberg, est avocate bénévole pour les mineurs placés en famille d'accueil ou dans d'autres programmes supervisés par l'État dans le Maryland après le retour de la famille aux États-Unis en 1977.
Ils reviennent de Moscou, où Robert Toth a terminé une mission de reportage de trois ans. Avant d'être autorisé à partir, il a été interrogé pendant deux jours par le KGB au sujet de ses contacts avec des dissidents juifs en Union soviétique, notamment le militant des droits de l'homme Anatoly Scharansky.
Jennifer Toth obtient en 1989 un bachelor's degree à l'université Washington de St. Louis et un master's degree de journalisme à l'université Columbia en 1990.
Elle est une journaliste et auteure dont les livres mettent en lumière des histoires de lutte et de crise, notamment ses voyages sous les rues de New York pour décrire le monde caché des « taupes » vivant dans des tunnels abandonnés et des recoins souterrains.
Son livre Le Peuple Taupe décrit une société de laissés pour compte (anciens brigands ou malades mentaux) ravagés par les maladies, la violence et l’insalubrité.
Elle meurt le 12 avril 2025 à l'hôpital de Silver Spring, dans le Maryland, à 57 ans.